# Bell UH-1Y Venom
O Bell UH-1Y Venom (também chamado de Super Huey) é um helicóptero utilitário bimotor médio construído pela Bell Helicopter para a Marinha dos Estados Unidos. Após entrar em serviço, em 2005, o UH-1Y rapidamente substituiu os antigos UH-1N Twin Huey, introduzidos na década de 1970. Em 2009, entrou em produção em massa, com as entregas para a Marinha terminadas em 2018.

## Desenvolvimento
Em 1996, a Marinha dos Estados Unidos iniciou o programa de modernização H1. Um contrato com a Bell foi assinado para a modernização de 100 UH-1N e atualização de 180 AH-1W em AH-1Z. O programa H1 modernizou helicópteros utilitários e de ataque com semelhanças consideráveis entre as duas classes, a fim de reduzir os custos operacionais e de treinamento. Os projetos UH-1Y e AH-1Z compartilham cauda, motor, software e aviônicos idênticos.
Inicialmente, o UH-1Y foi projetado para ser construído a partir de fuselagens do UH-1N, mas, em abril de 2005, a aprovação foi concedida para ser construído como um helicóptero novo. A Bell entregou os dois primeiros UH-1Y para a Marinha dos EUA em fevereiro de 2008, e a produção em massa iniciou em setembro de 2009. A Marinha encomendou 160 unidades do novo modelo.

## Projeto
O UH-1Y tem uma cauda 53 centímetros maior que o UH-1N, para maior capacidade. O modelo inclui transmissão automática e um cockpit digital com monitores multifuncionais de tela plana. Comparado ao antecessor, o UH-1Y tem uma carga útil aumentada, alcance 50% maior, maior velocidade e menos vibração.

## Histórico operacional
O UH-1Y foi certificado após testes bem sucedidos no início de 2006. O UH-1N foi aposentado pelos fuzileiros navais em agosto de 2014, tornando o UH-1Y o helicóptero utilitário padrão do Corpo de Fuzileiros Navais.
Em 11 de outubro de 2017, a Agência de Cooperação de Segurança e Defesa notificou o Congresso dos Estados Unidos sobre uma possível venda de doze UH-1Y e sistemas relacionados para a República Checa pelo custo de US$ 575 milhões. Em dezembro de 2019, o pedido, agora para somente 8 unidades, foi aprovado.

## Operadores
Chéquia
- Força Aérea da Chéquia (8 pedidos)[24]

 Estados Unidos
- Corpo de Fuzileiros Navais dos Estados Unidos[25]

## Especificações
Dados do manual do Bell UH-1Y e de International Directory of Civil Aircraft

### Informações gerais
- Tripulação: 2 (piloto e copiloto)
- Capacidade: 158 kn (293 km/h)
- Comprimento: 17,78 metros
- Altura: 4,45 metros
- Peso vazio: 5,3 mil kg
- Peso máximo de decolagem: 8,39 mil kg
- Motor: 2 x General Eletric T700-GE-401 turboeixo, 1368 kW cada

### Performance
- Velocidade máxima: 164 kn (304 km/h)
- Velocidade de cruzeiro: 158 nós (294 km/h)
- Alcance de combate: 130 nmi (240 km) com uma carga útil de 990 kg
- Autonomia: 3 horas e 18 minutos
- Alcance: 20 mil pés (6,1 km)
- Taxa de subida: 12,8 m/s

### Armamento
- Duas estações externas para mísseis Hydra 70 ou APKWS II[27] de 70mm
- Duas metralhadoras GAU-21 7.62